# Снитовский сельсовет
Снитовский сельсовет (бел. Сні́таўскі сельсавет) — упразднённая административная единица на территории Ивановского района Брестской области Республики Беларусь.

## История
Образован 12 октября 1940 года как Могильновский сельсовет в составе Ивановского района Пинской области. Центр-деревня Могильно. С 8 января 1954 года в составе Брестской области. С 25 декабря 1962 года по 6 января 1965 года в составе Дрогичинского района. 16 ноября 1970 года центр сельсовета перенесен в деревню Снитово, сельсовет переименован в Снитовский.
12 июля 2013 года Снитовский сельсовет упразднён, его территория включена в состав Горбахского сельсовета.

## Состав
Снитовский сельсовет включает 3 населённых пунктa:
- Вороцевичи — деревня.
- Снитово — агрогородок.
- Трудовая — деревня.